# Шер (Германия)
Шер (нем. Scheer) — город в Германии, в земле Баден-Вюртемберг. 
Подчинён административному округу Тюбинген. Входит в состав района Зигмаринген.  Население составляет 2553 человека (на 31 декабря 2010 года). Занимает площадь 18,72 км². Официальный код  —  08 4 37 101.

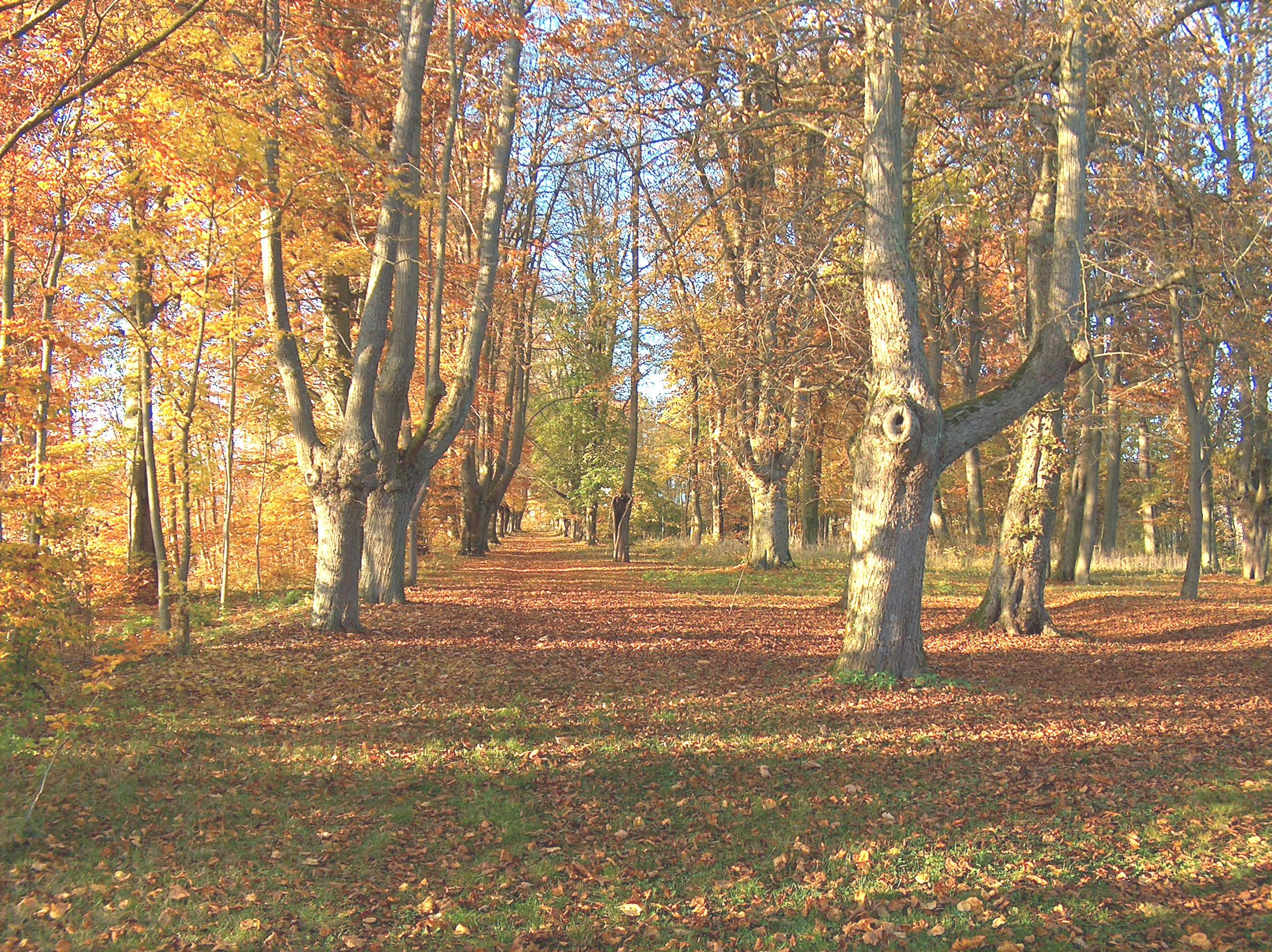
Замок